# Crassimarginatella lunata
Crassimarginatella lunata är en mossdjursart som beskrevs av Liu 1982. Crassimarginatella lunata ingår i släktet Crassimarginatella och familjen Calloporidae. Inga underarter finns listade i Catalogue of Life.